# Diamond Island (ö i Australien, Tasmanien)
Diamond Island är en ö i Australien. Den ligger i kommunen Glamorgan/Spring Bay och delstaten Tasmanien, i den sydöstra delen av landet, omkring 140 kilometer nordost om delstatshuvudstaden Hobart.
Genomsnittlig årsnederbörd är 846 millimeter. Den regnigaste månaden är november, med i genomsnitt 122 mm nederbörd, och den torraste är januari, med 42 mm nederbörd.